# لیتل میکس
لیتل میکس (انگلیسی: Little Mix) یک گروه موسیقی دخترانه است که در سال ۲۰۱۱ در طول هشتمین مجموعه از نسخهٔ بریتانیایی ایکس فاکتور بنیان‌گذاری شد. این گروه از جید ثیروال، پری ادواردز و لی-آن پیننوک تشکیل شده‌است؛ عضو قبلی گروه جسی نلسون در سال ۲۰۲۰ به دلیل مسائل بهداشت روان گروه را ترک کرد. لیتل میکس نخستین گروه برنده در ایکس فاکتور است. آنها قراردادی با ناشر سایکو میوزیک سایمون کاول بستند و بازخوانی «گلوله‌توپ» از دیمین رایس را به عنوان تک‌آهنگ پیروز خود منتشر کردند که پس انتشار به رتبه برتر جدول تک‌آهنگ‌های بریتانیا رسید. این گروه به دلیل آواز قوی و هماهنگی‌شده و همچنین ترانه‌های نمایش‌دهنده آنها در مورد توانمند سازی و اتحاد زنان شناخته می‌شود.
از آنجا که این گروه یکی از موفقیت آمیزترین هنرمندان ایکس فاکتور است، از آن زمان این گروه موفق به کسب سه تک‌آهنگ رتبه یک در بریتانیا شده‌است: «بال‌ها» در ۲۰۱۲، «جادوی سیاه» در ۲۰۱۵ و «تشکر می‌کنم از دوست‌پسر سابقم» در ۲۰۱۶.

## دیسکوگرافی
- دی‌ان‌ای (۲۰۱۲)
- درود (۲۰۱۳)
- فوق‌العاده شدن (۲۰۱۵)
- روزهای شکوه (۲۰۱۶)
- ال‌ام۵ (۲۰۱۸)
- کنفتی (۲۰۲۰)
- میانِ ما (۲۰۲۱)